# Севастопольская тюрьма
Севасто́польская тюрьма́ (укр. Севастопольська в'язниця) — ныне не существующее пенитенциарное заведение в Севастополе. Тюрьма была построена в октябре 1898 году, находилась по адресу ул. Херсонесская (в настоящее время — пл. Восставших, 4).

## История

### В царское время
С момента строительства и до марта 1917 года находилась в ведомстве Севастопольского градоначальника. При тюрьме на 118 мест имелись мастерские: слесарная, кузнечная, портняжная, сапожная, переплетная. Для перевоспитания заключенных здесь была школа грамоты и домовая церковь Св. Николая внутри периметра охраны. В числе известных арестантов в предреволюционные годы — эсеры А. Г. Андреев, А. С. Гриневский (1903—1905 годы), пытавшийся бежать и посаженный в карцер, и его коллега по партии Б. В. Савинков (1906 год), приговорённый к смертной казни и сбежавший, член РСДРП В. А. Антонов-Овсеенко (1907 год).
Александр Гриневский вспоминал:

Меня отвели в участок; из участка ко мне в комнату, сделали обыск, забрали много литературы и препроводили в тюрьму. Никогда не забыть мне режущий сердце звук ключа тюремных ворот, их тяжкий, за спиной, стук… Отведённый в камеру, я предался своему горю в таком отчаянии и исступлении, что бился о стену головой, бросился на пол, в безумии тряс толстую решётку окна.
По не тяжким статьям режим был довольно мягким. Заключенных днем выпускали во двор, они могли покупать продукты, передавать корреспонденцию в город. Эсер, будущий писатель Н. Н. Никандров в Севастопольской тюрьме начал литературную карьеру.
Из сборника К. Г. Паустовского «Наедине с осенью», рассказ «Поток жизни (заметки о прозе Куприна)»:

Однажды Никандров получил через уголовного, прибиравшего камеры, записку. В ней было сказано, что если Никандров набросает на бумаге свои устные рассказы и передаст их автору этой записки, то рассказы можно будет напечатать в севастопольской газете и даже получить за них гонорар. Под запиской стояла незнакомая Никандрову подпись — Гриневский. Это был А. С. Грин. Никандров набросал свои озорные рассказы, переслал их Грину, и вскоре рассказы действительно были напечатаны. После освобождения из тюрьмы Никандров зашел в редакцию севастопольской газеты. Там на его имя лежало письмо из Балаклавы от Куприна. Куприн с восхищением отзывался о рассказах Никандрова и приглашал неизвестного автора к себе.
После выхода царского манифеста у тюрьмы 18 (31) октября 1905 года собралась демонстрация, собравшиеся требовали освободить всех политических заключённых. В числе демонстрантов находился П. П. Шмидт. При разгоне демонстрации были убиты 8 и ранены более 50 человек. Именно это событие дало в советское время название району вокруг тюрьмы — площадь Восставших.
В 15 июня 1907 году из тюрьмы произошёл крупный побег 21 заключенного организованный анархистами. Воспоминания организатора К. Цитовича :

«Впиваюсь в пространство глазами и ясно-ясно вижу в тюремном окошке красный платок. «Значит, побег состоится», - успокаиваю себя я. Поднимаю правую руку с платком – условный знак стоящим в овраге товарищам, ожидающим моего сигнала. Николай и его спутник анархист должны извлечь из мусора припрятанный в овраге снаряд и доставить его к заранее условленному месту у тюремной стены, где и ждать с тюремного двора особого сигнала для его взрыва...  … О, великая радость!… Сердце готово разорваться на части. Все мы ясно видим, как из образовавшейся в стене бреши, точно безумные, выскакивают наши товарищи, которые, не медля ни минуты, по получении от нас оружия, одежды и адресов, разбегаются в разные стороны»

### 1917—1918 годы
С осени 1917 по апрель 1918 года тюрьма принадлежала следственной комиссии Севастопольского Совета военных и рабочих депутатов. Во время первого установления советской власти зимой 1917—1918 годов основными заключенными были флотские офицеры. 26 января 1918 года был арестован председатель Курултая, муфтий Крыма Ч. Челебиев, позднее 23 февраля бессудно казнен матросами.
23 февраля считается днём бессудных расстрелов заключенных — в этот день Севастопольский совет разрешил коменданту тюрьмы выдать заключенных толпе матросов, которые пытали их и, расстреляв, бросали в море. Погибли контр-адмирал Н. Г. Львов, капитан 1 ранга Ф. Ф. Карказ, капитан 2 ранга И. Г. Цвингман, старший городовой Синица, полковники крепости Н. А. Шперлинг, Ф. Г. Яновский, капитан 2 ранга Б. В. Вахтин — командир гидрокрейсера «Принчипесса Мария», лейтенант Г. К. Прокофьев, мичман Л. В. Целицо, поручик И. Н. Доценко.

### 1918—1920 годы
В августе 1918 года, будущий первый комиссар по военно-морским делам П. Е. Дыбенко, находясь в Севастополе, был арестован Крымским краевым правительством, но в октябре обменян на пленных германских офицеров. Полмесяца он сидел в севастопольской тюрьме. В мемуарах писал, что при попытке к бегству был пойман, закован в кандалы и перевезён в одиночную камеру симферопольской тюрьмы.
Князь В. А. Оболенский, однако, освещает этот вопрос иначе :"Немцы, только что ушедшие из Крыма, вели систематическую борьбу с большевиками, из которых наиболее активные либо сидели в тюрьмах, либо были казнены. Исключение было сделано только для одного Дыбенко (вероятно, за услуги, оказанные германским агентам в Кронштадте, во время революции), который был освобожден из севастопольской тюрьмы и выслан из Крыма."
С конца июня 1919 до середины ноября 1920 года тюрьма подчинялась коменданту крепости Севастополь. При белых в числе заключённых были осужденные по приказам Главнокомандующего Вооруженными силами Юга России А. И. Деникина за факты службы «в войсках или военных учреждениях Советской большевистской республики кого-либо из чинов». Также в тюрьме содержались офицеры, солдаты и чиновники белой армии, общеуголовные преступники по тяжким статьям. Советские и партийные работники, военнопленные Красной армии, участники подполья в тылу белой армии, бойцы партизанского отряда П. В. Макарова, участники забастовки на Морском заводе в июне 1920 года.
В 1919 году в Севастопольскую тюрьму по подозрению в помощи подполью был заключён поэт, бывший гимназист И. Л. Сельвинский, причём в тюрьме он продолжал писать стихи.
В июне 1919 года во время короткого возвращения красных был арестован и 8 дней содержался в камере Севастопольской ЧК архимандрит Вениамин.
В июле 1919 года известная анархистка М. Г. Никифорова (Маруся) была захвачена вместе с мужем Витольдом Бжестоком в Севастополе контрразведкой белых. 29 июля (11 августа) они были арестованы и помещены в тюрьму, 3 (16) сентября суд приговорил их к смертной казни через повешение. В газете «Киевская жизнь» от 11 (24) сентября 1919 года, в рубрике «В освобождённой России», помещена статья «Казнь М. Никифоровой»: "В Севастополе, по приговору военно-полевого суда, казнена известная Маруся Никифорова (Мария Бржостска), командирша отряда «анархистов-коммунистов».

### Большой террор
В годы большого террора в Севастополе прошёл ряд процессов: репрессии по «национальным линиям» (1937—1938) особенно греки, турки, болгары, немцы, поляки, итальянцы и отдельно репрессии против крымскотатарских националистов и членов партии Милли Фирка (относительно небольшая доля, связанная с малым количеством крымских татар в Севастополе), репрессии против командного состава Черноморского флота и РККА 1937—1938, репрессии против государственного и партийного руководства, репрессии в ходе чисток внутри НКВД. Первые руководители обычно этапировались в Симферополь или Москву, местные кадры допрашивались и расстреливались в Севастополе.

### Во время и после Великой Отечественной войны
Немцы, захватив Севастополь, использовали тюрьму как лазарет для советских военнопленных со строгим режимом. После освобождения Севастополя в тюрьме содержались немецкие военнопленные. В 1945 году сюда был этапирован в ожидании Севастопольского судебного процесса за военные преступления в Крыму немецкий генерал-полковник Густав Йенеке и ряд других немецких военнослужащих (в 1947 году они были осуждёны на 25 лет, в 1955 переданы ФРГ).

### Известные заключенные Севастопольской тюрьмы

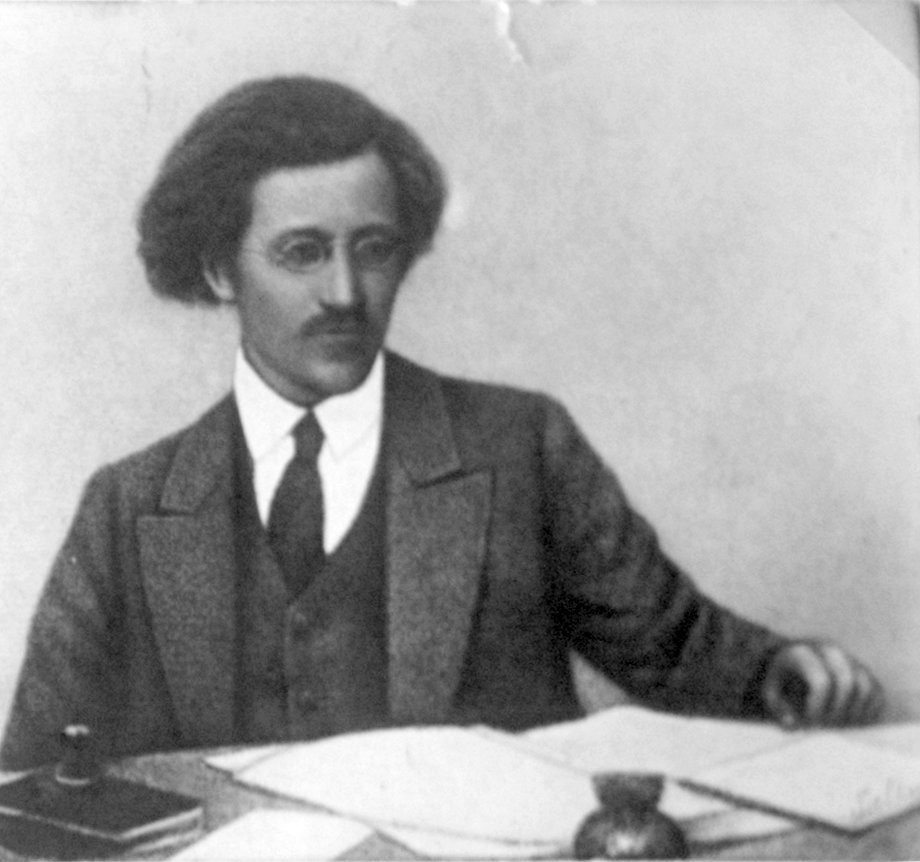
Большевик В. А. Антонов-Овсеенко
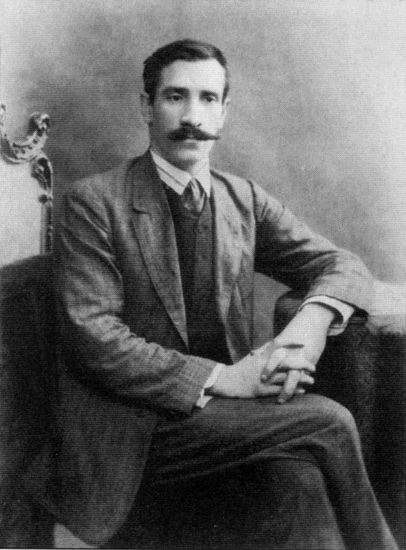
Эсер А. А. Гриневский, впоследствии писатель А. Грин
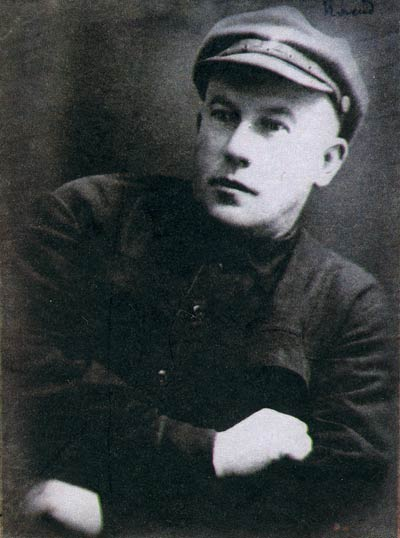
Эсер Н. Н. Никандров, впоследствии писатель
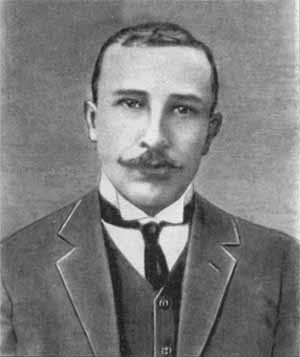
Эсер Борис Савинков, приговорен к смерти, бежал
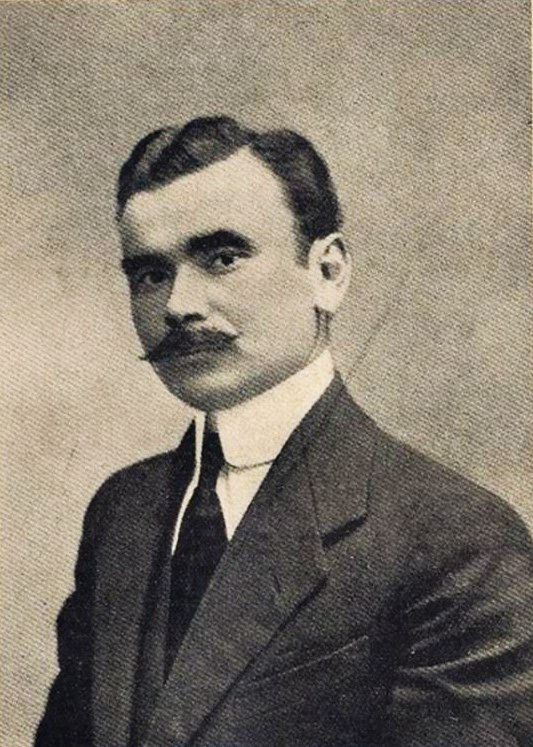
Председатель правительства Крымской Народной Республики, муфтий Крыма Номан Челебиджихан, убит без суда
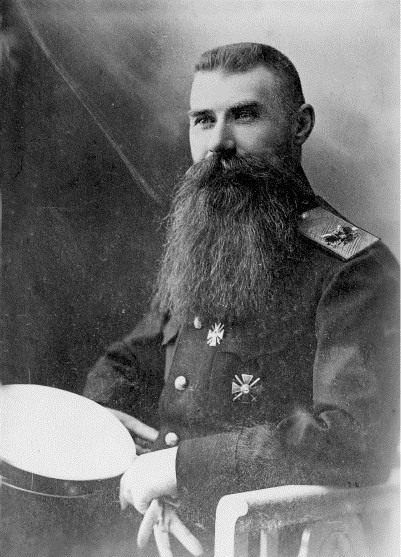
Контр-адмирал Н. Г. Львов, бессудно убит матросами
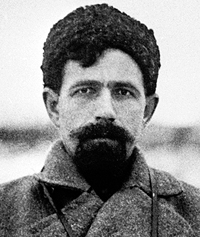
Большевик П. Е. Дыбенко, впоследствии 1-й Нарком РСФСР по военно-морским делам
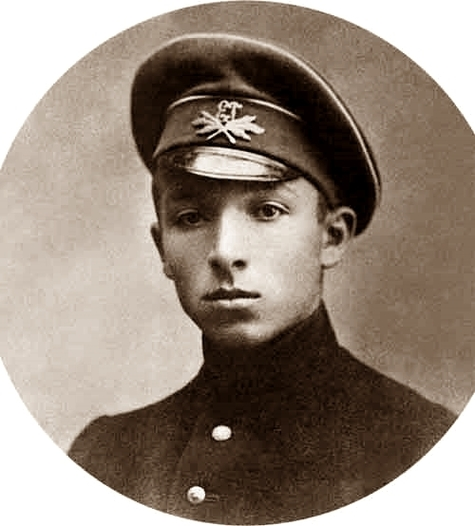
И. Л. Сельвинский, впоследствии поэт
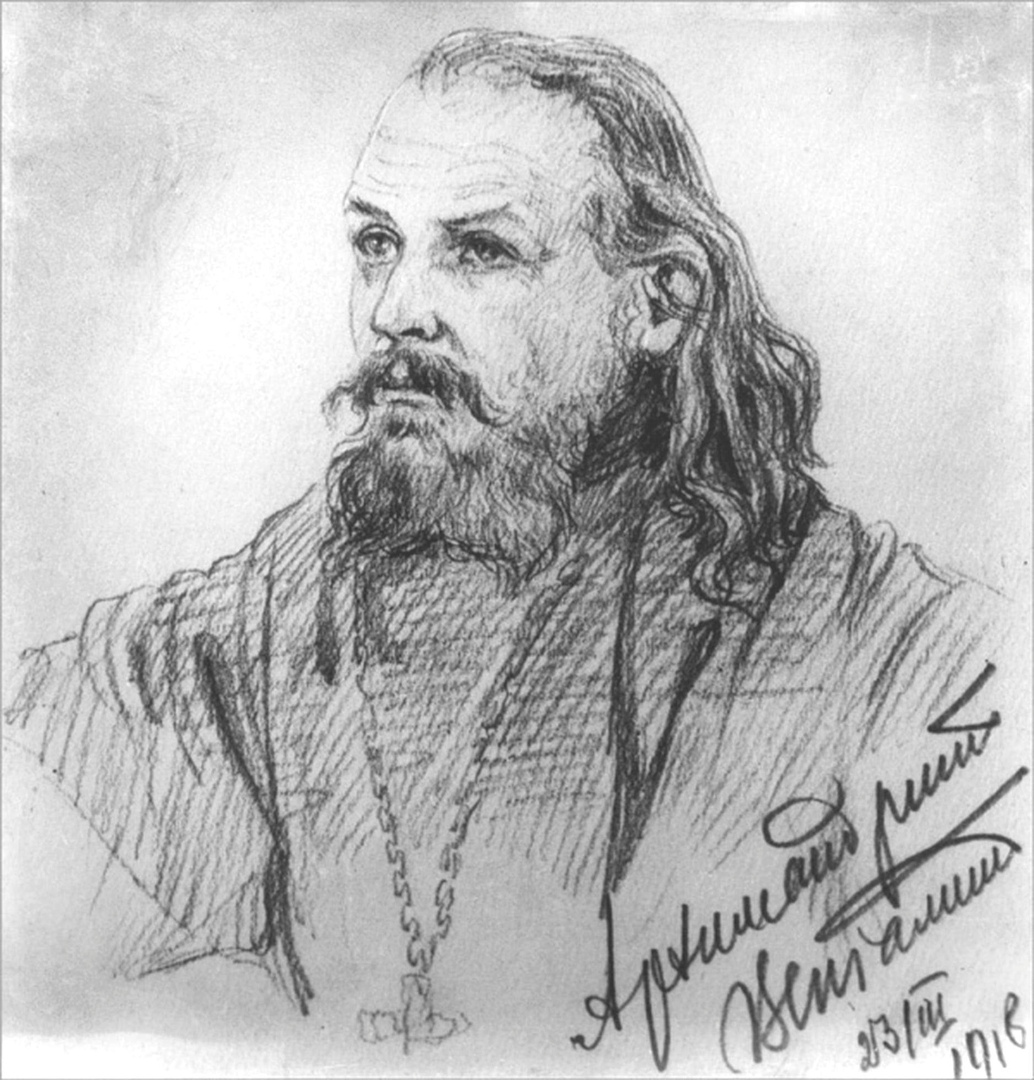
Архимандрит Вениамин (Федченков), впоследствии митрополит
Красный подпольщик, адъютант генерала Май-Маевского, П. В. Макаров, впоследствии писатель
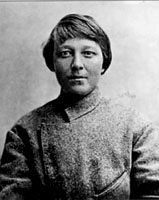
Анархистка М. Г. Никифорова (Маруся), приговорена к смерти, повешена

## Современное состояние

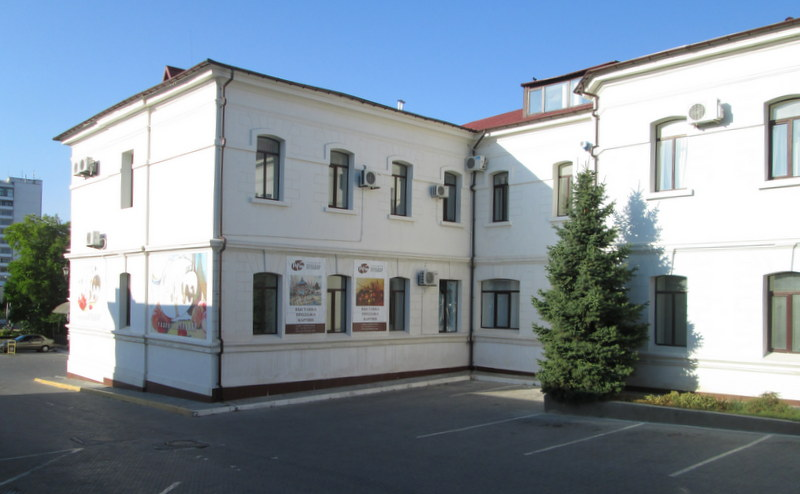
Бывшее здание тюрьмы

В советское время в здании тюрьмы после её закрытия разместили предприятие «Эра» — мастерские по ремонту электрооборудования. После распада СССР оно перешло в руки предпринимателей, в настоящее время здесь находится торговый центр «Новый бульвар», часть помещений сдаётся в аренду. В нижних этажах располагаются магазины, а на верхних — офисы.
В настоящее время город Севастополь не имеет собственного следственного изолятора, все заключенные этапируются в СИЗО-1 в город Симферополь, который долгое время переполнен свыше всех нормативов. Рассматривается вопрос о строительстве изолятора в Севастополе.

## Музеефикация
Музейная комната Александра Грина открыта в 2012 году в городе Севастополе, в здании бывшей тюрьмы по адресу пл. Восставших, 4, корпус 1 (ныне ТЦ «Новый бульвар»). Комната находится в помещении одиночной камеры, где он сидел в 1903—1905 годах по обвинению в пропаганде революционных идей. Стены помещения расписаны членом Союза художников Украины В. Адеевым, инициатором создания музея. Помещение передано музею собственниками здания. На карте Севастополя указаны места, перенесённые и описанные А. Грином в его произведениях. Экспозиция знакомит с историей создания Севастопольской тюрьмы с 1898 года, революционной деятельностью эсера Гриневского в Севастополе и его пребывании в тюрьме. Музей открыт под эгидой Национального музея героической обороны и освобождения Севастополя. Открытие состоялось накануне 130-летия со дня рождения А. С. Грина.